# Andrei Slabakov

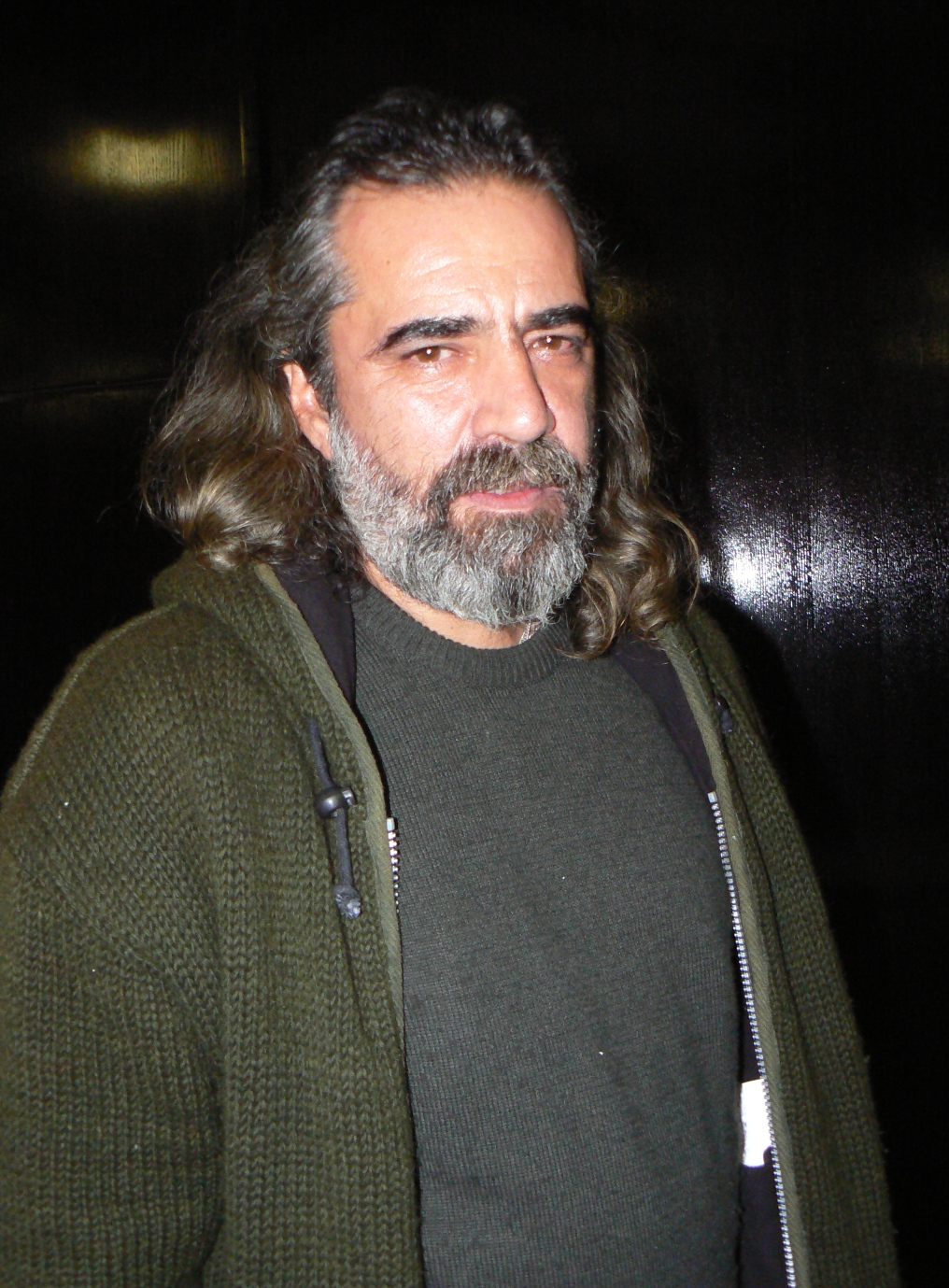
Andrey Slabakov em 2010, no lançamento de seu livro de poesias "Shake after use", fotografado por Vassia Atanassova - Spiritia.

Andrej Petrov Slabakov (búlgaro: Андрей Петров Слабаков, nascido em 13 de agosto de 1960) é um actor, director de cinema e roteirista búlgaro eleito membro do Parlamento Europeu em 2019.